# Aiba静内
Aiba静内（アイバ・しずない）は北海道日高郡新ひだか町にあるホッカイドウ競馬の場外勝馬投票券発売所（ミニ場外）である。本項目では中央競馬の勝馬投票券を扱う「J-PLACE静内」も記述する。

## 施設概要
2001年、ホッカイドウ競馬が中小規模の「ミニ場外」第1号として開設したものである。
当初の施設は入居していた商業施設の再開発に伴い2012年11月15日をもって閉鎖され、その後旧施設の近くにある商業用の店舗跡地に移転し2013年3月18日に開業した。また移転時より、ホッカイドウ競馬の他の場外発売所とともに中央競馬（JRA）の勝馬投票券の発売を開始した（全レース発売する）。中央競馬の発売については「J-PLACE静内」の名称で案内される。
旧施設が入居していた商業施設の再開発後に再入居することも検討されていたものの、静内における中央競馬の場外発売所「ウインズ静内」が廃止の予定であったことから（2013年5月26日廃止）、代わって当施設を利用する来場者のための駐車場を確保するため、移転のうえで再開業することとなった。
他主催者の地方競馬についても、ダートグレード競走や南関東公営競馬をはじめとした場外発売を行う。
- 窓口　自動発売機6台、自動発売・払戻機2台[1]
- 収容人員　200人[1]
- 敷地面積　330㎡[1]

## 発売する馬券
全レース100円単位。
○…発売　△…他地区場外発売のみ　×…発売なし

### ホッカイドウ競馬
ばんえい競馬や他地区の広域場外発売時は、各主催者が発売している賭式に準じてすべての賭式を発売する。
なお、枠単を発売する場合でも枠単のオッズ表示は行わない。
| 単勝 | 複勝 | 枠番連複 | 枠番連単 | 馬番連複 | 馬番連単 | ワイド | 3連複 | 3連単 |
| ---- | ---- | -------- | -------- | -------- | -------- | ------ | ----- | ----- |
| ○    | ○    | ○        | △        | ○        | ○        | ○      | ○     | ○     |

### 日本中央競馬会
当日開催している競馬場の各場全レース発売。
GI競走に限り、前日発売も実施。
| 単勝 | 複勝 | 枠番連複 | 枠番連単 | 馬番連複 | 馬番連単 | ワイド | 3連複 | 3連単 |
| ---- | ---- | -------- | -------- | -------- | -------- | ------ | ----- | ----- |
| ○    | ○    | ○        | ×        | ○        | ○        | ○      | ○     | ○     |

## アクセス
- 道南バス「末広町」バス停から徒歩3分